# Hyde Parker (1786–1854)
Hyde Parker, född 1786, död den 26 maj 1854, var en brittisk sjöofficer, son till Hyde Parker (1739–1807).
Parker blev 1853 förste sjölord vid amiralitetet och dog som viceamiral.